# 熊熙
熊熙（1999年8月9日—），广东广州人，中国已退役女子足球运动员、足球教练，司职中场，毕业于上海体育学院，曾效力于女甲联赛的上海绿地申花。

## 生平
因其父热爱足球，遂将其送入赵达裕开设的足球兴趣班，小学就读于足球名校后乐园街小学，中学就读于全国青少年校园足球特色学校南武中学。2014年，入选中国U15，但因拉伤，无缘参加南京青奥会。2017年，随广东U18女足获得全运会女足U18组亚军。2019年，获得中国女子足球乙级联赛最佳射手。2021年1月28日宣布退役，同年被保送本校——上海体育学院的体育硕士研究生。

## 荣誉
- 个人：
  - 2019年中国女子足球乙级联赛最佳射手
- 团体：
  - 广东U18：2017年天津全国运动会女足U18组亚军。